# Maurice Flandin
Pour les articles homonymes, voir Flandin.
Maurice Flandin, né le 1er décembre 1900 à Tenay (Ain), mort sous la torture des miliciens le 21 février 1944 à Thonon-les-Bains (Haute-Savoie), est un résistant français.

## Biographie
Maurice Flandin est un ouvrier métallurgiste et militant syndical et politique lyonnais. Il est l'un des organisateurs de la Résistance,.

## Hommages
- En sa mémoire, la rue Maurice-Flandin 3e arrondissement de Lyon porte son nom dans le quartier de la Villette où il a résidé. Une plaque en son hommage est située au 55 de la rue (angle avec la rue Paul-Bert) et porte la mention « A la mémoire de Maurice Flandin héros de la résistance assassiné par le milice le 20-2-1944 »[3].